# Francesca Lebrun
Francesca Lebrun (nata Franziska Danzi; Mannheim, 24 marzo 1756 – Berlino, 14 maggio 1791) è stata una cantante lirica e compositrice tedesca.

## Biografia
Figlia di Innocenzo Danzi e sorella di Franz Danzi, debuttò a Mannheim nel 1771. Si esibì sia in patria che in Italia, come al teatro alla Scala, a Venezia e a Napoli, nonché a Londra. La sua voce estesa le permetteva di raggiungere senza sforzo il Fa a tre archi. Fu anche pianista e compositrice.
Nel 1775 sposò l'oboista Ludwig August Lebrun, dal quale ebbe le figlie Sophie e Rosine, quest'ultima cantante di successo.